# Вече на шкољу
Вече на шкољу Алексе Шантића песма је социјалне тематике. У њој су у неколико слика приказане муке осиромашених, израбљиваних људи с којима је Шантић дубоко саосећао. Приказ социјалне неправде једна је од главних тема Шантићевих песама, а то је идеја и ове песме. Песник користи мотиве свакодневних, радничких људи како би показао патњу свога народа. Тако и овде за главни мотив има убоги пук, а судећи по месту радње, који нам се открива већ у наслову, наслућујемо да су то рибари и уморни сељаци који преживљавају тешким мукама свог физичког рада. Место радње већ је у првој строфи дефинисано као острво и то оно каменито, што видимо у стиху где се спомињу црне хриди (мање острво, морски гребен).

## Тема и идеја песме
На први, поглед тема дела Вече на шкољу изгледа врло једноставно, али је заправо изузетно комплексна. Основна идеја песме јесте опис природе, онако како је види песник, али је тема заправо много шира и комплекснија. Вече на шкољу носи песничку идеју о уклетости човекове судбине и емоцију неверице. У оригиналу преносимо тумачење песме: Песма Вече на шкољу садржи двоструку идеју и двоструку емоцију: идеју и емоцију песникову и идеју и емоцију убогог пука. Песник је хтео да наслика беду убогог пука и његово обраћање Богу који му не може помоћи. Убоги пук иште од Бога (излаз из мука); пука. Песник осећа несрећу убогог пука, више него и сам пук, јер зна да је Бог „мртав”.

## Мотиви
Песма је ослоњена на два значајна мотива: то је мотив са мора, и социјални мотив. По овоме видимо да је Шантић имао за циљ да опева социјалну тематику, он је са својом инспирацијом и својом поетском мишљу хтео да искаже осећања беспомоћног покорног и убогог сељака. Слика тих сиромашних сељака који узалуд пружају руке ка Богу и слика равнодушности тог Бога према њиховим молбама, уоквирена сликом величанствене лепоте природе која врши своје хармонијско смењивање дана и ноћи и не знајући и не марећи ни за људе ни за њихове патње-та слика изражава једно осећање дубоке апатије пред уклетошћу човекове судбине.

## Порука
Основна порука ове песме је трагична позиција убогог пука, сиромашних сељака, који целог живота раде и неправедно остају ненаграђени за тај рад. Овде је веома битно како песник види Бога и Његову природу. Живковић каже да је Бог равнодушан према патњама људи, а како изгледа то је и основна идеја песме. Убоги пук моли а Бог ћути не одговарајући на њихове молитве. Он их не чује или не жели да их чује, па је због тога Бог у овој песми, не само немилостив него пре свега и изнад свега, неправедан.

## О писцу
Алекса Шантић  песник и музички аматер (Мостар, 25. мај 1868 - 2. фебруар 1924). У теорију музике и дириговање упознао га је Р. Замрзла, хоровођа у Мостару. Шантић је био веома активан у Српском певачком друштву Гусле, као певач, организатор и хоровођа. Оставио је дела за хор (обраде народних песама и оригиналне световне и црквене композиције). Шантићева музикалност огледала се у музикалности многих његових стихова који су више пута привлачили југословенске композиторе.

## Дело
Пучина плава 
Спава,
Прохладни пада мрак.
Врх хриди црне
Трне
Задњи румени зрак.

И јеца звоно
Боно,
По кршу дршће звук;
С уздахом туге
Дуге
Убоги моли пук.

Клече мршаве
Главе
Пред ликом бога свог —
Ишту. Ал’ тамо,
Само
Ћути распети бог.

И сан све ближе
Стиже,
Прохладни пада мрак,
Врх хриди црне
Трне
Задњи румени зрак.